# Мария Амалия Австрийская (1780—1798)
Мария Амалия Йозефа Йоханна Катарина Терезия Австрийская (15 октября 1780, Флоренция — 25 декабря 1798, Вена) — австрийская эрцгерцогиня, дочь императора Священной Римской империи Леопольда II и Марии-Луизы Испанской.

## Биография

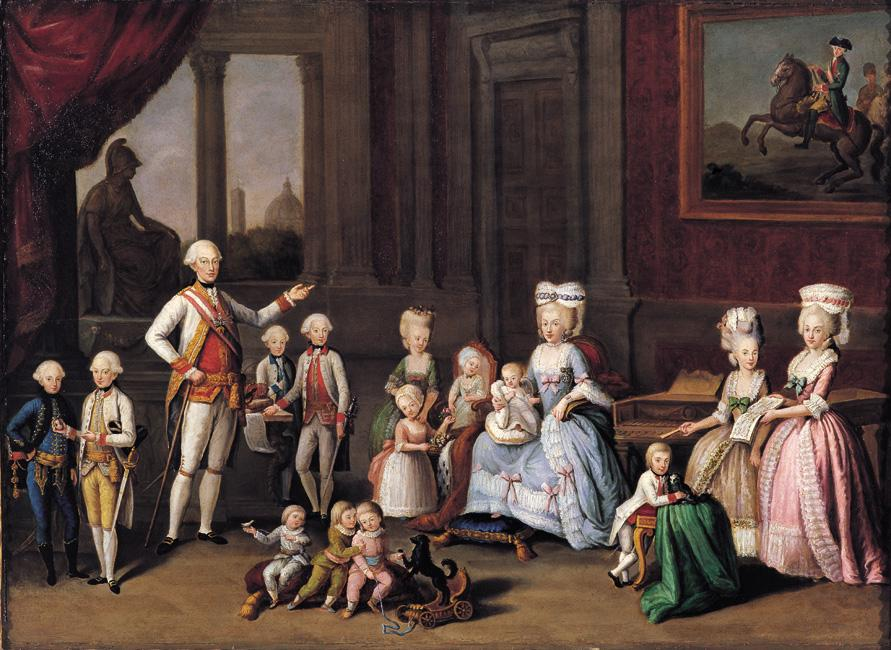
Мария Амалия со своей семьёй, ок. 1784/85 гг.

Мария Амалия родилась во Флоренции, тогдашней столице Тосканы, где её отец был Великим герцогом в 1765—1790 годах. Её крёстными родителями были двоюродный брат её матери, Фердинанд, герцог Пармы и его жена, эрцгерцогиня Мария Амалия Австрийская, сестра её отца.
У неё было счастливое детство в окружении многочисленных братьев и сестёр. Как и её братья и сестры, Мария Амалия получила несколько иное воспитание, чем то, которое обычно давали королевским детям в то время: их воспитывали родители, а не свита слуг, а также их в значительной степени держали в стороне от любой церемониальной придворной жизни и учили жить просто, естественно и скромно. В 1790 году её отец стал императором, и семья переехала в Вену. Она умерла незамужней в возрасте всего 18 лет в Вене. В тот же день на седьмом году жизни умер её двоюродный брат Альберто Бурбон-Сицилийский.

## Титулы и стили
- 15 октября 1780 — 20 февраля 1790: Её Королевское Высочество эрцгерцогиня Мария Амалия Австрийская, Принцесса Тосканская
- 20 февраля 1790 — 25 декабря 1798: Её Королевское Высочество эрцгерцогиня Мария Амалия Австрийская, Королевская принцесса Венгрии и Чехии